# اوستفولد

موقعیت اوستفولد در نروژ

 (به نروژی: Østfold) یکی از استان‌های نروژ است که در جنوب‌شرقی آن واقع شده و هم‌مرز با شهرستان آکرشوس و استان وسترا گوتلاند و ورملاند در سوئد است و از طریق خلیج به شهرستان‌های بوسکرود و وستفولد راه دارد. مراکز اداری استان در شهر سارپسبورگ واقع شده و بزرگ‌ترین شهر آن فردریکستاد است.